# Aston Martin 1.5 Litre
Aston Martin 1.5 Litre – samochód sportowy produkowany przez brytyjską firmę Aston Martin w latach 1934–1936. Wyposażony był on w otwarte nadwozie i składany dach. Samochód był napędzany przez silnik R4 o pojemności 1,5 l. 

## Dane techniczne
- Silnik: R4 1,5 l (1493 cm³)
- Układ zasilania: b.d.
- Średnica × skok tłoka: b.d.
- Stopień sprężania: b.d.
- Moc maksymalna: 60 KM (44 kW)
- Maksymalny moment obrotowy: b.d.
- Prędkość maksymalna: b.d.